# Eplény vasútállomás
Eplény vasútállomás  egy Veszprém vármegyei vasútállomás, amit a GYSEV üzemeltet. Veszprém északi külterületei között helyezkedik el, nem messze a megyeszékhely, Hajmáskér és a névadó Eplény hármashatárától; utóbbi község központjától jó 2 kilométerre délre. 

## Áthaladó vasútvonalak
- Győr–Veszprém-vasútvonal (11)

## Kapcsolódó állomások
A vasútállomáshoz az alábbi állomások vannak a legközelebb:
- Veszprém vasútállomás (Veszprém vasútállomás, Győr–Veszprém-vasútvonal)
- Lókút megállóhely (Győr vasútállomás, Győr–Veszprém-vasútvonal)

## Forgalom
| Járat        | Útvonal | Gyakoriság |
| ------------ | --- | ---------- |
| személyvonat | Győr – Győr-Gyárváros – Győrszabadhegy – Nyúl – Pannonhalma – Tarjánpuszta – Győrasszonyfa – Veszprémvarsány – Bakonygyirót – Bakonyszentlászló – Vinye – Porva-Csesznek – Zirc – Eplény – Veszprém | 2 óránként |